# Constantin Sorger
Christian Friedrich Constantin Sorger (* 15. Juli 1829 in Weißbach, Thüringen; † 22. Februar 1877 in Gera) war ein deutscher Rechtsanwalt und Kommunalbeamter. Ab 1873 war er Oberbürgermeister von Gera.

## Werdegang
Sorger begann an der Universität Jena Rechtswissenschaft zu studieren. 1849 wurde er im Corps Thuringia Jena aktiv. Als Inaktiver wechselte er an die Friedrich-Alexander-Universität Erlangen. Nach dem Studium wurde er 1851 Accessist beim Justizamt Leutenberg und 1852 beim Justizamt Oberweißbach. 1854 legte er beim Appellationsgericht Eisenach die zweite Staatsprüfung ab und wurde Assessor beim Kreisgericht Rudolstadt. Zum 1. August 1854 wurde er als Rechtsanwalt in Leutenberg zugelassen, wo er gleichzeitig Bürgermeister wurde.
Seit dem 30. November 1860 war er für den Wahlkreis Leutenberg Mitglied im Landtag Schwarzburg-Rudolstadt. Von 1866 bis 1869 vertrat er den Wahlkreis Rudolstadt-Stadt im Landtag. Am 7. Februar 1867 wurde er mit 8 zu 3 Stimmen zum Präsidenten des Landtags gewählt. Am 25. September 1869 wurde er mit 14 von 15 Stimmen als Landtagspräsident wiedergewählt.
1866 hatte er das Bürgermeisteramt in Leutenberg niedergelegt und war nach Rudolstadt gezogen, wo er zunächst als Rechtsanwalt tätig war. Nach dem Rücktritt von Oberbürgermeister Wilhelm Weber im November 1872 wurde er zum Oberbürgermeister von Gera gewählt und am 14. März 1873 in sein Amt eingeführt.
Sorgers Amtszeit begann in der Gründerzeit des Deutschen Kaiserreiches und war durch eine rasch fortschreitende Industrialisierung Geras und der umliegenden Orte gekennzeichnet. 1875 zählte die Stadt Gera über 20.000 Einwohner. Im Wesentlichen setzte Sorger in der Stadtverwaltung die von seinem Vorgänger Weber begonnenen Maßnahmen fort.
Im Juni 1874 wurde in Gera eine der ersten deutschen Hilfsschulen für „Schwachbefähigte“ gegründet.
1875 erhielt Gera einen Eisenbahnanschluss Richtung Greiz und Plauen durch die Eröffnung der Elstertalbahn und 1876 auch einen Anschluss in westliche Richtung durch die Eröffnung der Weimar-Geraer Bahn (Holzlandbahn). Im Februar 1876 wurde der oberhalb der Stadt errichtete Ferberturm der Stadt Gera übergeben.
Vom 19. Oktober 1874 bis zu seinem Tode war er zusätzlich Abgeordneter für den 10. Wahlkreis (Wurzbach und Umgebung) im Landtag Reuß jüngerer Linie.
Constantin Sorger starb im Februar 1877 und ist in der Geraer Stadtgeschichte der bisher einzige Oberbürgermeister, der im Amt verstarb. Zu seinem Nachfolger wurde im April 1877 Robert Fischer gewählt.